# Куровский, Иван Иванович (тракторист)
Иван Иванович Куровский — советский хозяйственный деятель, полный кавалер ордена Трудовой Славы.

## Биография
Родился в 1941 году в деревне Подгородно Барановичской области Белорусской ССР. Член КПСС.
Окончил Осовскую семилетнюю школу, Вороновское училище механизации сельского хозяйства.
В 1961—1964 — военнослужащий Советской армии.
В 1964—1999 — механизатор производственного участка «Конюхи» совхоза «Погородно», звеньевой механизированного звена совхоза, экспериментальной базы «Погородно» / КУСП «Экспериментальная база Погородно» Вороновского района Гродненской области.
Указами Президиума Верховного Совета СССР от 14 февраля 1975 года и 12 апреля 1979 года соответственно за досрочное выполнение социалистических обязательств награждён орденами Трудовой Славы III и II степеней.
Указом Президиума Верховного Совета СССР от 6 июня 1984 года награждён орденом Трудовой Славы I степени, став полным кавалером ордена Трудовой Славы.
Умер в 2019 году в Погородно.